# Pensionärernas Riksorganisations folkhögskola

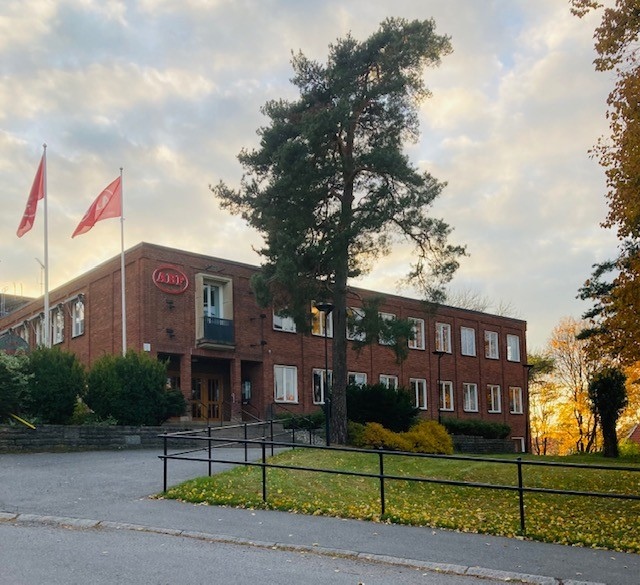
Folkhögskolans huvudsäte i ABF-huset Huddinge.

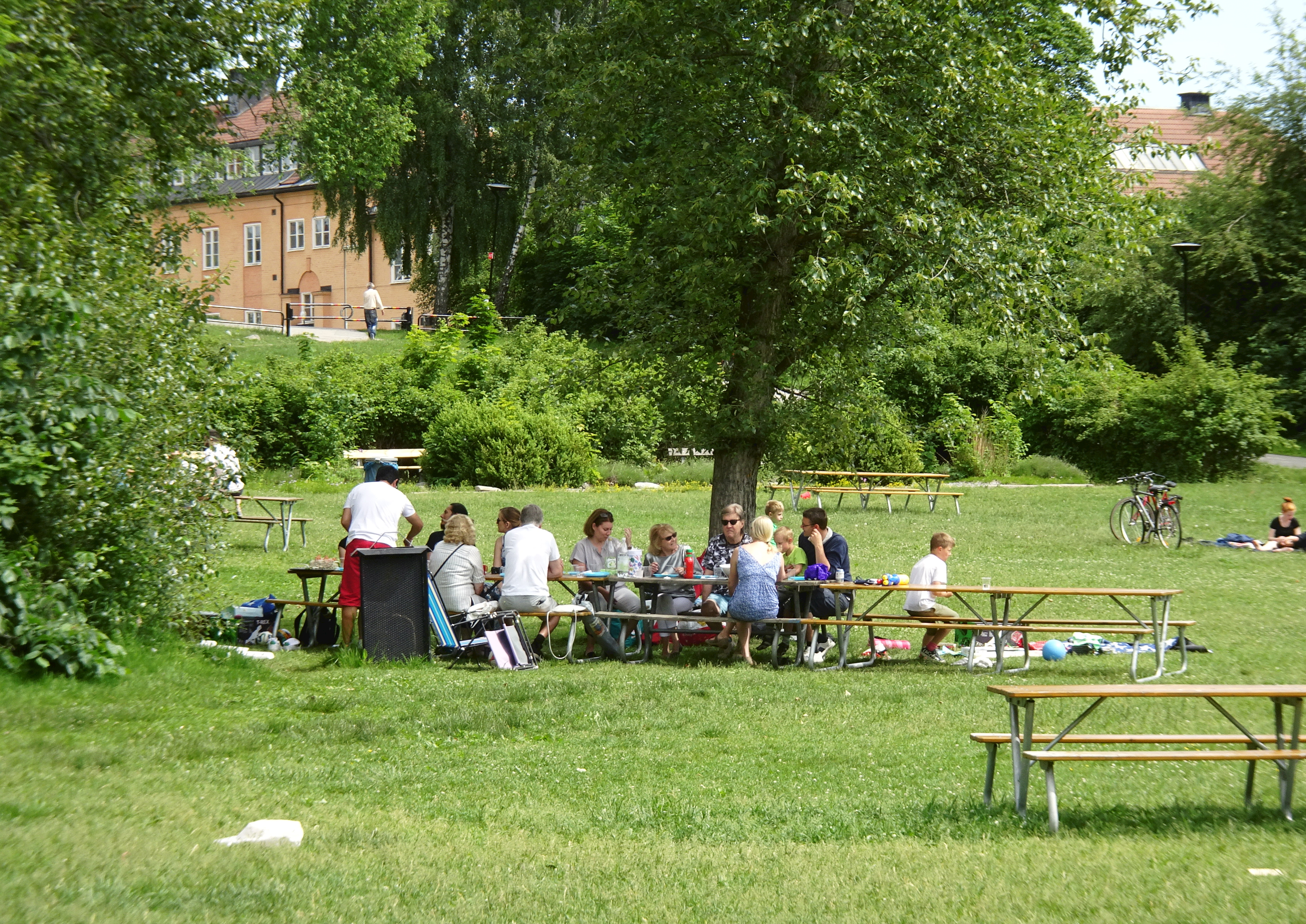
Rådsparken i Huddinge - nära PRO Folkhögskola.

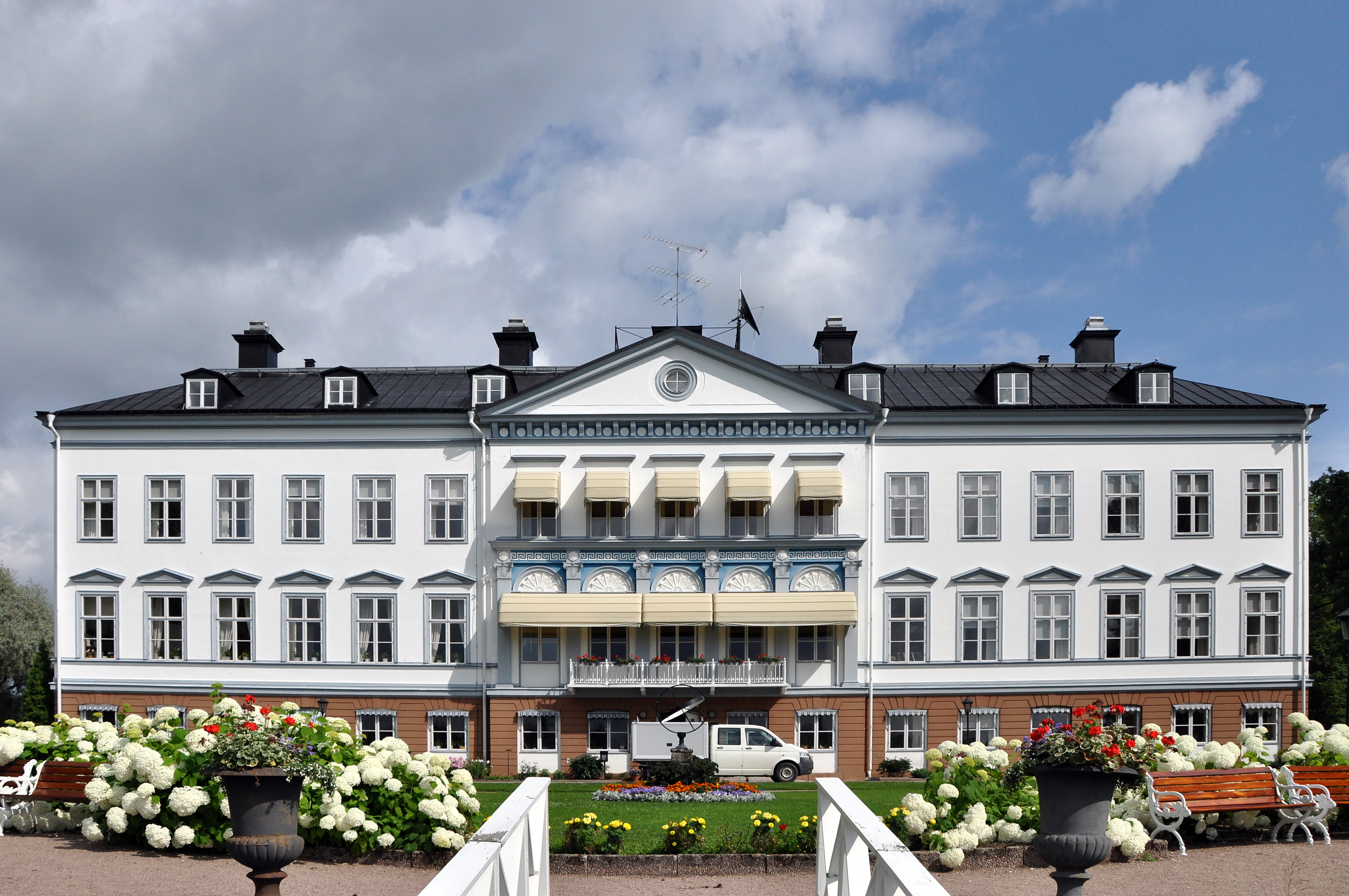
Gysinge herrgård.

PRO Folkhögskola ligger i Huddinge  och har Pensionärernas Riksorganisation (PRO) som huvudman. Den är till för alla men med fokus på äldre, således unik i världen med sin inriktning mot äldre deltagare. Kunskap och gemenskap är skolans ledord och man utgår från en kunskapssyn som ser värdet av det livslånga lärandet.
Verksamheten startade som kursgård 1970 när PRO köpte Gysinge herrgård och 1982 blev det en folkhögskola. Fram till 2019 låg skolan på herrgården med kringbyggnader, sen dess har man hyrt undervisningslokaler på samma plats. I januari 2024 flyttades skolans huvudsäte till Huddinge där större delen av verksamheten sker.
Folkhögskolan finns även i Malmö där deltagarna går läsårskurser på ABF Mosaiken.
Det finns även kurser som riktar sig till nyanlända vilket sker i samarbete med ABF Huddinge och Södertälje. Därutöver finns det korta kurser i yoga, dans, släktforskning, matlagning med mera, många av dessa sker digitalt eller i Gysinge. Skolan har också långa kurser om 15-18 veckor, exempelvis skrivarkurser, historia och PRO-kunskap. 
Folkhögskolan är en plats för föreningar och organisationer att utveckla och stärka sina medlemmar, till exempel finns det föreningsutbildningar på olika håll i landet.